# 1936 (numero)
Millenovecentotrentasei (1936) è il numero naturale dopo il 1935 e prima del 1937.

## Proprietà matematiche
- È un numero pari.
- È un numero composto da 15 divisori: 1, 2, 4, 8, 11, 16, 22, 44, 88, 121, 176, 242, 484, 968, 1936. Poiché la somma dei suoi divisori (escluso il numero stesso) è 2187 > 1936, è un numero abbondante.
- È un quadrato perfetto.
- È un numero potente.
- È un numero semiperfetto in quanto pari alla somma di alcuni (o tutti) i suoi divisori.
- È un numero pratico.
- È un numero odioso.
- È parte delle terne pitagoriche (627, 1936, 2035), (1452, 1936, 2420), (1936, 2310, 3014), (1936, 3630, 4114), (1936, 5148, 5500), (1936, 7623, 7865), (1936, 10560, 10736), (1936, 14577, 14705), (1936, 21252, 21340), (1936, 29250, 29314), (1936, 42570, 42614), (1936, 58548, 58580), (1936, 85173, 85195), (1936, 117120, 117136), (1936, 234352, 234260), (1936, 468510, 468514), (1936, 937023, 937025).

## Astronomia
- 1936 Lugano è un asteroide della fascia principale del sistema solare.

## Astronautica
- Cosmos 1936 è un satellite artificiale russo.